# Renault R26
O R26 é o modelo da Renault da temporada de 2006 da Fórmula 1. Foi o carro do último título de construtores e pilotos da equipe francesa. Condutores: Fernando Alonso e Giancarlo Fisichella.
O carro foi um sucessor do modelo R25. Apesar da troca da configuração do motor, o carro herdou muitas linhas de desenho do seu antecessor. Também herdou o uso de um sistema de amortecedor ajustável inventada por Rob Marshall engenheiro da equipe no ano de 2005. Esse sistema de amortecedores conseguia estabilizar a dianteira do carro no cruzamento de zebras. O aparato foi banido pela FIA em 2006 após passar quase um ano em uso no modelo R25 e R26, alegado uma vantagem indevida por modificar a aerodinâmica. 

## Resumo da temporada
Durante a primeira parte da temporada a equipe foi superior as demais, e em nove corridas a equipe já tinha sete vitórias. Na segunda parte a Renault viu crescer a rival Ferrari, que evoluiu com o desenvolvimento do 248 F1. No GP da China, Alonso viu sua vantagem zerar e, após esta etapa, o campeonato estava empatado entre ele e Michael Schumacher. Na etapa seguinte, o GP do Japão, a sorte volta para Alonso quando estoura o motor de Schumacher quando este liderava, fazendo com que a disputa do campeonato estivesse quase definida, pois a diferença estava em 10 pontos para a etapa decisiva, o GP do Brasil. Lá, Alonso termina em 2º lugar e se confirma as expectativas, pois tanto o piloto e a equipe conquistam os títulos de pilotos e de construtores respectivamente.

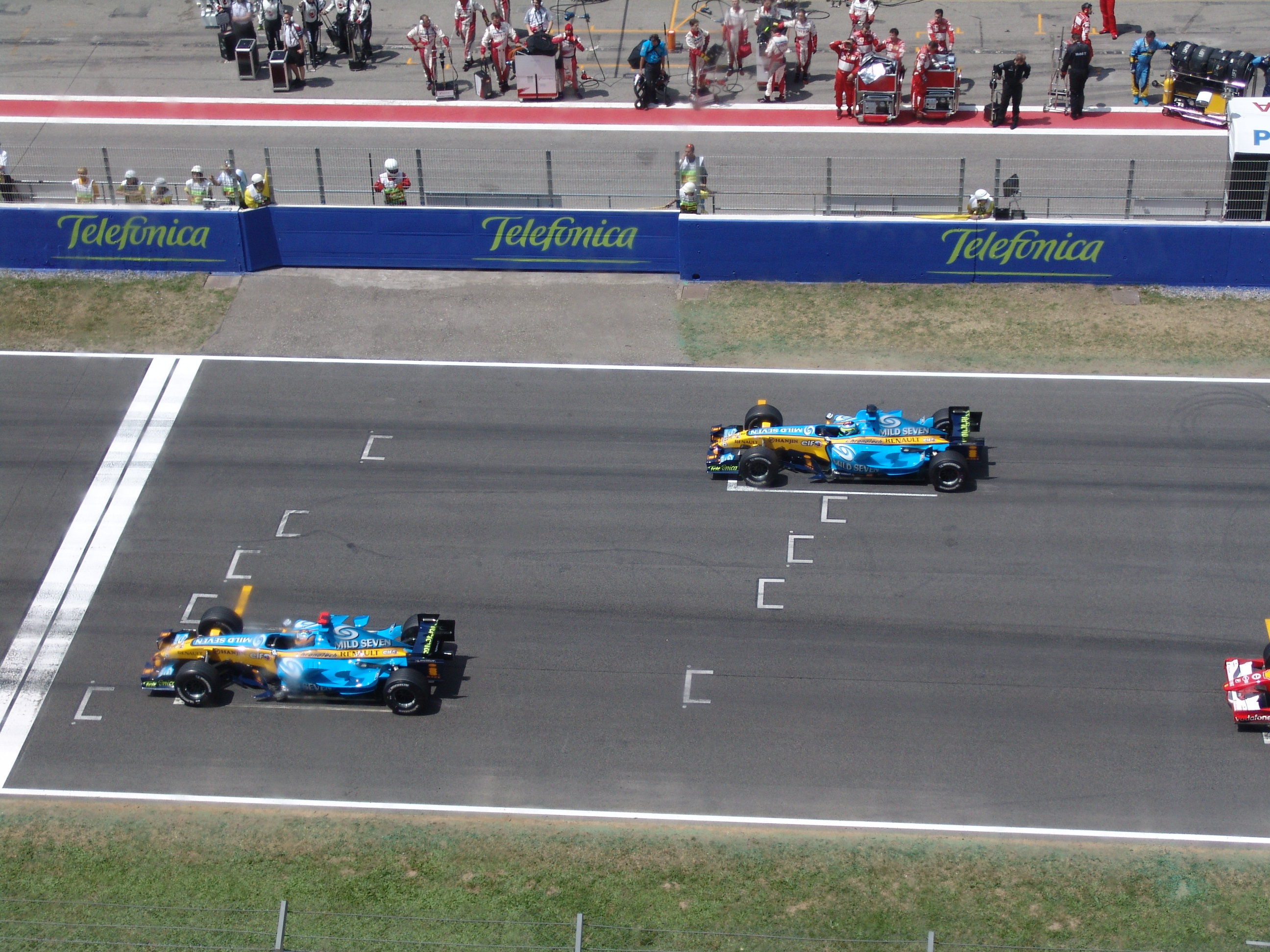
Os dois R26 na 1ª fila no Grande Prêmio da Espanha.
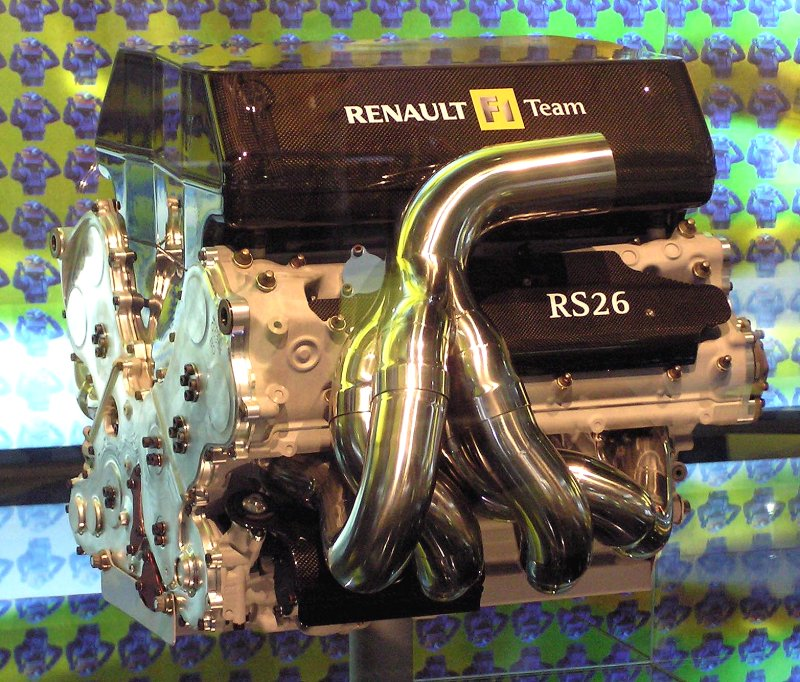
Motor RS26.

## Resultados[1]
(legenda) (em negrito indica pole position e itálico volta mais rápida)
| Ano  | Chassi      | Motor           | Pneus | N° | Pilotos              | 1   | 2   | 3   | 4   | 5   | 6   | 7   | 8   | 9   | 10  | 11  | 12  | 13  | 14  | 15  | 16  | 17  | 18  | Pontos | Posição |  |
| ---- | ----------- | --------------- | ----- | -- | -------------------- | --- | --- | --- | --- | --- | --- | --- | --- | --- | --- | --- | --- | --- | --- | --- | --- | --- | --- | ------ | ------- |  |
|      |             |                 |       |    |                      |     |     |     |     |     |     |     |     |     |     |     |     |     |     |     |     |     |     |        |         |  |
|      |             |                 |       |    |                      | BAR | MYS | AUS | SMR | EUR | ESP | MON | GBR | CAN | EUA | FRA | ALE | HUN | TUR | ITA | CHN | JAP | BRA |        |         |  |
| 2006 | Renault R26 | Renault RS26 V8 | M     | 1  | Fernando Alonso*     | 1   | 2   | 1   | 2   | 2   | 1   | 1   | 1   | 1   | 5   | 2   | 5   | Ret | 2   | Ret | 2   | 1   | 2*  | 206*   | 1°      |  |
| 2006 | Renault R26 | Renault RS26 V8 | M     | 2  | Giancarlo Fisichella | Ret | 1   | 5   | 8   | 6   | 3   | 6   | 4   | 4   | 3   | 6   | 6   | Ret | 6   | 4   | 3   | 3   | 6   | 206*   | 1°      |  |

* Campeão da temporada.